# 珠市口堂

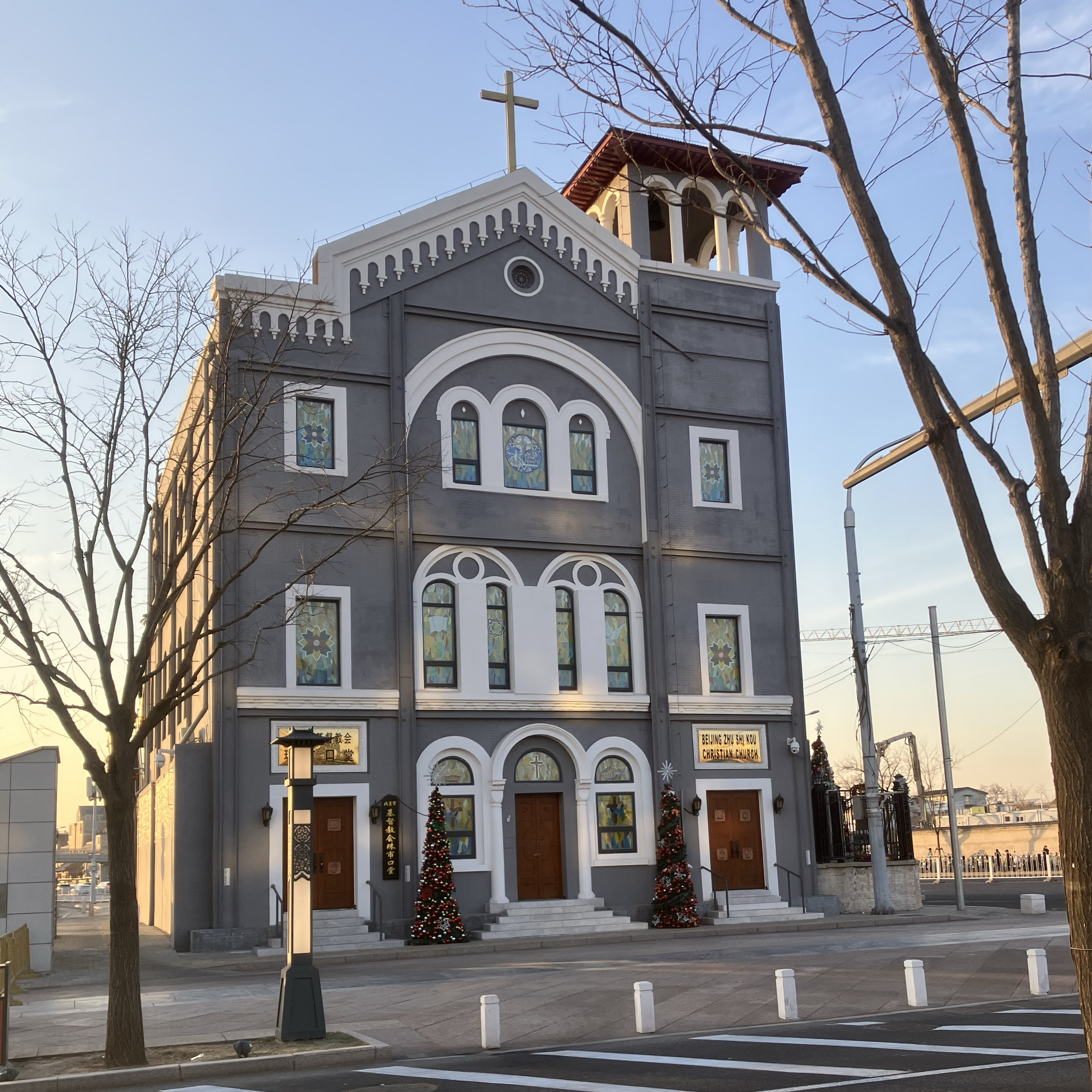
北京珠市口堂（東城区）

珠市口堂（しゅしこうどう、中国語: 珠市口堂、英語: Zhushikou Church）は、中華人民共和国北京市東城区前門大街129号にある三階建てのプロテスタント教会で、ここは広安大街と前門大街の繁華な交差点にある。

## 概要
珠市口堂は1904年に始まり，1900年以後バプテスト教会北京南部に新しく建てた教会堂中の第一座であった。1923年には現在の教会堂を建てている。
この教会は元々中国人が牧師を務め、自立していた。しかしメソジスト監督教会との連携は保っていて、華北地区のメソジスト総会はここで行われた。
1958年には、北京のプロテスタント教会は合同させられて、60余りの教会堂は4教会堂に集約されたが、珠市口堂はその中でも南部教会堂として、南部の信徒はここへ集まった。
1966年に文化大革命が始まると、珠市口堂は活動を停止させられて、1980年に礼拝はやっと再開した。
2001年には、2008年北京オリンピックを控えて広安大街の大改修が行われ、同時に珠市口堂も三回目の改修が行われた。

## 交通
- 北京地下鉄7号線および8号線の珠市口駅

## 参照項目
- 中国のキリスト教
- 中国基督教協会
- 愛徳基金会
- 北京海淀堂
- 上海国際礼拝堂